# Emilie Autumn
Emilie Autumn Liddell (Los Angeles, 22 settembre 1979) è una cantante, violinista, polistrumentista e poetessa statunitense.

## Biografia

### I primi anni
Emilie Autumn nasce il 22 settembre 1979 a Los Angeles, California, ma cresce a Malibù.
Figlia di una sarta e di un immigrato tedesco, inizia lo studio del violino all'età di quattro anni, e solo quattro anni più tardi si esibisce per la prima volta come violinista solista assieme ad un'orchestra, e vince una competizione.
A 10 anni lascia la scuola, con lo scopo di diventare una violinista di classe mondiale. Lei stessa ha rimarcato, riguardo al suo tempo a scuola: "l'ho odiato in ogni caso, dato che venivo definita con lo stato di 'strana', 'antisociale' e ricevevo minacce fisiche, mi è sembrato che non ci fosse più un motivo per andarci, così semplicemente non l'ho fatto." Da quel momento si esercita dalle 8 alle 9 ore al giorno, frequenta lezioni private, partecipa a pratiche orchestrali, studia da privatista e si interessa della letteratura, leggendo una vasta gamma di opere.
A 13 anni inizia a comporre le sue prime poesie e canzoni, e a 15 vince un posto alla prestigiosa "Scuola di Musica dell'Università dell'Indiana", ma lascia gli studi due anni più tardi, in quanto fermamente contraria alle prevalenti opinioni circa l'invidualità e la musica classica; infatti, Emilie aveva continui dissapori con gli insegnanti per il suo vestiario gotico, e sostiene che "non crede che né il pubblico, né il compositore originale siano mai stati insultati dal vestiario e l'aspetto dell'esecutore".
Senza demordere, e sempre convinta della sua ambizione, a 18 anni Emilie decide di registrare una canzone come demo per un'etichetta discografica, dove per la prima volta aggiunge la propria voce oltre al violino. Il fatto che i produttori intendessero alterare i suoi lavori la spinge però a recedere dal contratto e a tornare alla produzione indipendente, creando la propria etichetta, la Traitor Records, e pubblicando il suo album di debutto On A Day: Music for Violin & Continuo, il quale contiene esecuzioni personali di opere per violino barocco, accompagnate dal violoncellista Roger Lebow, il clavicembalista Edward Murray, e il liutista Michael Egan.
Il nome dell'album On A Day..., deriva dal fatto che il lavoro è stato registrato interamente in un giorno solo.
In questo periodo, Emilie pubblica anche il suo primo libro di poesie Across The Sky & Other Poems.

### 2001-2005: Il periodoEnchante le prime collaborazioni
Nei primi mesi del 2001, Emilie si sposta a Chicago, Illinois, e decide di rimanere in quanto entusiasta della scena musicale locale e dell'efficiente sistema di trasporto pubblico.
Qui inizia a registrare il suo secondo album, Enchant, che viene preceduto prima dall'EP Chambermaid, e in seguito agli attentati dell'11 settembre, dal singolo By the Sword, i quali proventi vengono donati alla Croce Rossa americana e all'organizzazione internazionale non-profit AmeriCares. Si tratta praticamente del suo debutto musicale, che completerà solo nel 2003.
Enchant viene presentato come un concept album che unisce molti generi musicali, tra i quali pop, rock, new Age e trip hop, in un mix che la stessa Emilie definisce "fantasy rock", e viene affrontato con "sogni, storie, fantasmi e fate che ti staccheranno la testa a morsi se oserai toccarli". Nell'album e nei live, la band di supporto è formata dal violoncellista Joey Harvey, il chitarrista Benjamin Lehl, il bassista Jimmy Vanaria (che si occupa anche delle parti elettroniche) e il batterista Heath Jansen.
Nell'artwork compare anche l'"Enchant Puzzle", un enigma comprendente un riquadro di caselle, ciascuna con un simbolo diverso, e delle istruzioni precise sulla risoluzione.
Oltre ad Enchant, nello stesso periodo, Emilie si dedica anche ad alcuni progetti paralleli: Convent, un gruppo musicale per il quale ha registrato tutte le quattro voci, Ravensong, un ensemble barocco che ha formato con alcuni amici, e il Jane Brooks Project, dedicato per l'appunto a Jane Brooks, una donna vissuta nel sedicesimo secolo che fu giustiziata con l'accusa di stregoneria.
La notte del release party di Enchant, Emilie viene a sapere che Courtney Love, leader della band Hole, l'ha invitata a registrare alcune parti cantate e di violino per il suo album solista America's Sweetheart e a seguirla come turnista nel tour promozionale. Così, nel 2004, Emilie si imbarca con la Love e la sua band di supporto The Chelsea, arrivando a suonare al Late Show with David Letterman, nota trasmissione statunitense, e al Bovery Ballroom il giorno seguente.
C'è da dire, a proposito delle registrazioni avvenute per tale album, che molte parti di violino non furono pubblicate, in quanto i nuovi produttori decisero di scartarle.
Nel settembre dello stesso anno, il padre di Emilie muore di cancro ai polmoni, nonostante avesse smesso di fumare vent'anni prima.
Verso la fine del 2004, Emilie diviene ospite della trasmissione Crafters Coast To Coast di HGTV, in cui mostra come creare ali di farfalla e il sapone-sushi, prodotti che vende anche nella sua fashion house personale, la WillowTech House.
Sempre nello stesso periodo, appare nell'emittente televisiva WGN come violinista del quartetto d'archi di accompagnamento al duetto Billy Corgan e Dennis de Young, eseguendo la carola natalizia "We Three Kings".
Nell'agosto 2005, Emilie crea i costumi per il video musicale di "Walking Shade" di Billy Corgan, e collabora anche musicalmente registrando voci e violini per la canzone DIA del suo album TheFutureEmbrace. Nel tardo 2005, inoltre, registra voci e violini anche per "The Gates Of Eternity", canzone dell'album All Mine Enemys Wispers: The Story Of Mary Ann Cotton degli Attrition, che verrà pubblicato solo nel 2008. Al momento dell'uscita, Emilie protesterà, in quanto la canzone è stata "alterata senza il suo permesso", sostenendo per altro che non era finita.

### 2005-2007:Opheliac,Laced/UnlacedeA Bit O' This & That
Emilie aveva già iniziato a lavorare al suo prossimo lavoro Opheliac già dall'agosto 2004, album che viene poi registrato ai Mad Villain Studios di Chicago sotto l'etichetta tedesca Trisol Music Group e annunciato con l'esecuzione della canzone "Misery Loves Company" nell'emittente WGN il gennaio 2006.
Viene pubblicata l'edizione limitata dell'EP Opheliac in anteprima per la Traitor Records nella primavera del 2006.
Mentre gli EP vengono spediti, Emilie dichiara che i suoi uffici sono stati derubati, e che questa sarebbe stata la causa del ritardo nella pubblicazione dell'album.
Opheliac rappresenta un punto di svolta nelle sonorità dell'artista, presentando toni più marcati e aggressivi rispetto al precedente Enchant, con un ampio uso di Drum Machines, sintetizzatori e violini distorti, a formare un genere che unisce perfettamente il gotico-vittoriano con sonorità più caratteristiche del synth-pop e della darkwave. L'album Opheliac è tuttora considerato l'album di punta dell'artista, in cui i testi sono strettamente personali e narrano di eventi vissuti, i quali hanno contribuito a cambiare radicalmente la sua vita. Il nome è un chiaro riferimento al personaggio di Ofelia dell'Amleto di William Shakespeare, l'archetipo della donna "autodistruttiva", personaggio con il quale Emilie sente una profonda connessione.
L'album riscuote un buon seguito, e il singolo Opheliac appare nell'album 13th Street: The Sound of Mystery, Vol. 3, pubblicato da XYZ Music, e su Fuck The Mainstream Vol. 1 pubblicato da Alfa Matrix il 19 giugno.
Emilie ha dichiarato che non eseguirà mai dal vivo la canzone "Gothic Lolita", contenuta nell'album Opheliac, in quanto tale brano parla della sua tragica esperienza con lo stupro e delle ripercussioni negli anni successivi; lei stessa ritiene che un'esecuzione dal vivo potrebbe ferire chi come lei ha vissuto un'esperienza simile.
Ad inizio ottobre 2006, Emilie appare nel cartone animato Metalocalypse come artista ospite e nell'album The Dethalbum, dove registra un riarrangiamento con violino distorto del tema della serie.
A novembre 2006, vede la luce l'EP Liar/Dead Is The New Alive contenente alcuni remix con collaborazioni di "Liar" e "Dead Is The New Alive", due brani dell'album Opheliac, misti ad alcuni inediti.
Emilie, inoltre, nel marzo 2007, pubblica un album completamente strumentale: Laced/Unlaced, che consiste in due CD: il primo (Laced) contiene una re-release del suo primissimo lavoro On A Day..., mentre il secondo (Unlaced) brani inediti dove gli strumenti prevalenti sono il clavicordo e il violino distorto, caratterizzati da un acceso virtuosismo tecnico. Emilie, a proposito della scelta del doppio album, dichiarò che "sentiva che i toni di 'Laced' avrebbero creato un bel contrasto con i virtuosismi metal di 'Unlaced', e che sarebbe stata la perfetta rappresentazione del "prima" contro l'"adesso"".
Poco tempo dopo, viene pubblicato anche A Bit O' This & That, una raccolta di rarità, quali covers di artisti come Beatles o The Smiths, pezzi classici e brani personali.

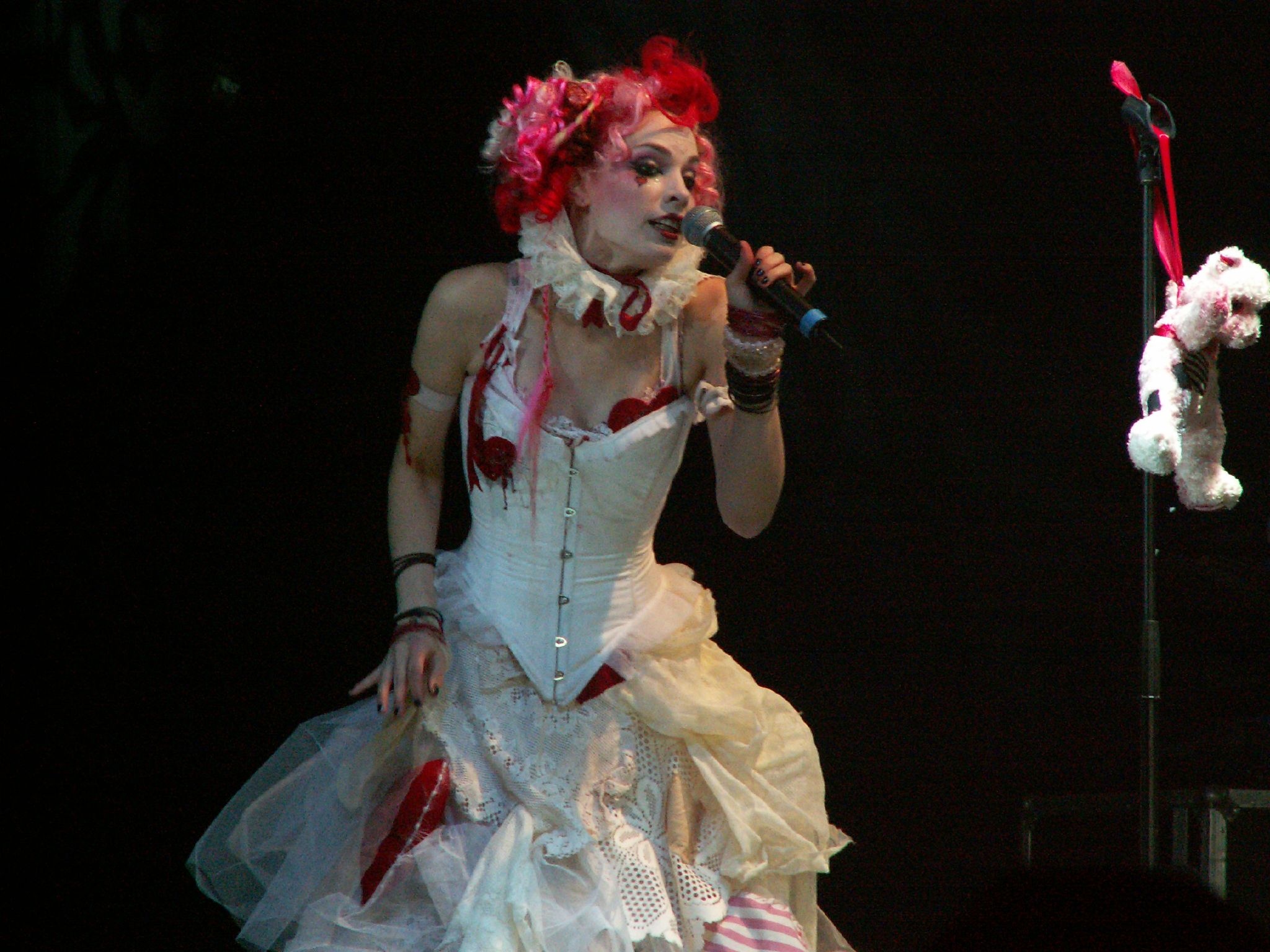
Emilie Autumn al M'era Luna l'8 novembre 2007, durante il suo secondo tour europeo

### 2008-2009: Il romanzo autobiografico,4 O' Clocke la rottura con la Trisol
Nel 2008 Emilie pubblica il suo primo romanzo autobiografico The Asylum For Wayward Victorian Girls, contenente la sua autobiografia e una storia in tinta Thriller psicologico.
Nello stesso anno viene inoltre pubblicato l'EP 4 O' Clock, il quale contiene il singolo "4 O' Clock" -che in seguito diverrà, per diverso tempo, il classico brano di apertura delle sue performance live-, alcuni remix dell'album Opheliac, altri brani inediti e alcune letture di The Asylum, e l'EP Girls Just Wanna Have Fun & Bohemian Rhapsody, contenente i remake delle due celebri canzoni riarrangiate dalla stessa Emilie.
Un anno dopo avviene la rottura con la Trisol per firmare con l'etichetta The End Records, con la quale viene pubblicato, il 27 ottobre 2009, un re-release di Opheliac negli Stati Uniti (prima era disponibile solo per importazione) in edizione speciale, contenente anche extra quali foto, tracce bonus, letture di The Asylum For Wayward Victorian Girls e un filmato.
Oltre ai progetti personali, Emilie continua a collaborare con altri artisti: registra voci e violini per la canzone "Dry" dei Die Warzau e appare nel videoclip della loro canzone "Born Again", suona il violino nella canzone "UR A WMN NOW" dell'album Smash the Control Machine degli Otep.
Inoltre, la canzone "Organ Grinder" contenuta nell'EP 4 O' Clock appare nella colonna sonora del film Saw III, e una versione remixata di "Dead Is The New Alive" nel suo seguito, Saw IV.

### 2010-presente:The Devil's CarnivaleFight Like a Girl

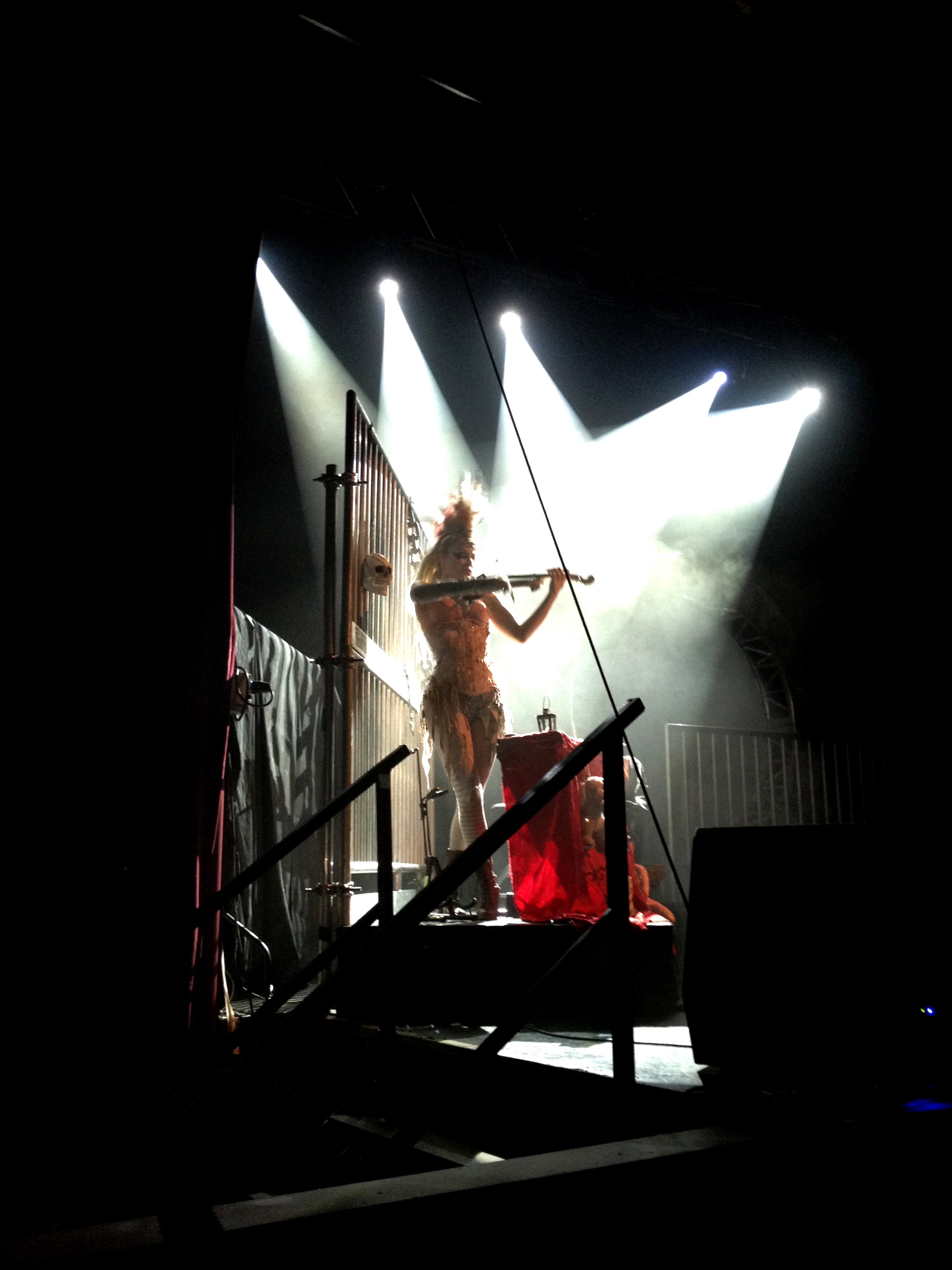
Emilie Autumn esegue il brano "Liar" a Manchester, durante il tour di Fight Like A Girl

Nel giugno 2010 Emilie anticipa sul suo account di Twitter l'acronimo col quale intitolerà il suo nuovo album: F.L.A.G., prima ancora di rivelare l'intero titolo, il quale si scoprirà in seguito essere Fight Like a Girl. I testi completi dell'album vengono resi noti solo nel settembre 2011.
L'artista esplica che il significato che sta dietro al titolo è "di prendere tutte queste cose che rendono delle nullità le donne e usarle a proprio vantaggio".
Basato sul suo libro autobiografico "The Asylum for Wayward Victorian Girls", l'album non è tuttavia un inno al femminismo che possa in qualche modo andare contro il mondo maschile, è piuttosto "un inno all'uguaglianza, alla giustizia e alla sensibilizzazione. Non vi è alcun motivo per cui un uomo non possa partecipare a tutto ciò perché un brav'uomo dovrebbe desiderare vendetta su quelli cattivi, tanto quanto una donna".
Il 30 agosto 2010 annuncia di volersi sottoporre ad un intervento alla mandibola e di necessitare di un periodo di recupero dopo di questo.
Nel 2011, Emilie partecipa al Harvest Festival in Australia, programmando di presentare due singoli del nuovo lavoro discografico proprio durante quegli spettacoli.
L'11 aprile 2012 pubblica infine il singolo "Fight Like a Girl", contenente l'omonimo brano e la canzone "Time for Tea".
Il 16 aprile 2012 Emilie ha annunciato di voler realizzare entro il 2014 presso il teatro West End di Londra, un musical della durata di 3 ore basato sul suo libro autobiografico. Secondo una sua intervista, lei ha in programma di svolgere i ruoli di entrambe le protagoniste, Emilie e Emily, che nel romanzo sono situate in due epoche diverse.
È anche apparsa, nell stesso anno, nel mini-film musical horror The Devil's Carnival del regista Darren Lynn Bousman nel ruolo di Painted Doll. Al film hanno partecipato anche due delle sue Bloody Crumpets (il suo gruppo di supporto nelle performance live), rispettivamente Beth Hinderlither (meglio nota come "The Blessed Contessa") e Maggie Lally (conosciuta anche come "Captain Maggots") nel ruolo di Woe-Maidens (letteralmente "ragazze combina guai").
Il 13 giugno 2012, Emilie annuncia sul suo forum la data di uscita del suo album Fight Like A Girl, che avviene il 24 luglio dello stesso anno. L'album funge da colonna sonora per la sua autobiografia -infatti i testi nel booklet vengono presentati come dialoghi dei personaggi della storia- e lo strumentale è più incentrato nella parte orchestrale che nei synth. Per quest'album, inoltre, l'uso del violino distorto viene temporaneamente abbandonato. È stato girato, inoltre, il videoclip della title track, diretto da Darren Lynn Bousman, l'unico della carriera dell'artista.

## Vita privata
Il cognome Liddell è il cognome da nubile di sua madre. Emilie sostiene di essere una discendente di Alice Liddell, alla quali lo scrittore Lewis Carroll dedicò la nota fiaba Le avventure di Alice nel Paese delle Meraviglie.
Emilie Autumn soffre di disturbo bipolare, che spesso le causa violenti cambiamenti d'umore, insonnia e allucinazioni uditive. Alcune delle sue canzoni, quali Manic Depression, Swallow e Misery Loves Company, provenienti dall'album Opheliac, trattano proprio di questi suoi disturbi. Nonostante abbia affermato «Preferirei non soffrire di questi disturbi [...] probabilmente sarei molto più felice» crede che le dia una prospettiva di vita diversa e che possa «usarla per ciò di cui vale la pena, quindi non ne è proprio vittima.». Emilie ha subito abusi sin dall'età di sei anni. Tiene sempre un cuore disegnato sulla guancia, che per lei è come un rituale di protezione.
È diventata vegetariana all'età di undici anni, dopo non essere riuscita a razionalizzare il proprio pensiero sul perché bisognasse mangiare animali da fattoria e non animali domestici; nella tarda adolescenza è poi diventata vegana ma, in seguito alla contrazione di una forma di intossicazione da rame, ha dovuto necessariamente abbandonarne il regime alimentare, pur restando una convinta vegetariana.
Lei crede che ci sia un nesso tra il trattamento delle donne e degli animali nella società odierna.
Come animali domestici ha due ratti, rispettivamente chiamati Sir Edward e Basil, e un gatto, Fishy.
Oltre a cantare da contralto e suonare il violino e il clavicordo, Emilie Autumn ha imparato a usare anche la viola, il pianoforte, la chitarra, l'organo e il flauto di pan. Sa anche comporre musica per flauto traverso e sax, nonostante non suoni questi strumenti.

## Stile musicale e scenico
Emilie Autumn è conosciuta in particolare per lo stile teatrale che tiene nei suoi concerti, e per l'accostamento della musica classica con quella elettronica. Le sonorità seguono quelle dell'industrial per l'irregolarità, la varietà degli strumenti e il massiccio uso di sintetizzatori e drum machine, e quelle della darkwave per le atmosfere cupe e surreali. Nello specifico, il genere si può definire una commistione tra il synth pop e il dark cabaret. Caratteristico è l'uso degli strumenti classici, tra i quali spicca il violino barocco e quello elettrico (che Emilie ha imparato a suonare sin da piccola), e dell'onnipresente clavicordo. Da questa unione estremamente originale nasce un genere musicale molto personale, da lei stessa chiamato violindustrial o victorianindustrial.
Notevole influenza sulla sua stilistica ha avuto lo studio della storia europea, in particolare quella del periodo barocco che ha influenzato molto sia la sua musica sia la sua attività poetica, sfociata nell'edizione di Across The Sky & Other Poems (2001). Questo libro contiene 45 composizioni ispirate fondamentalmente alle opere di poeti dell'età elisabettiana come William Shakespeare. Il lavoro è stato poi ripubblicato nel 2005 insieme all'album Your Sugar Sits Untouched, che comprende l'esposizione in parlato di tutti i poemi accompagnata da musica di sottofondo appositamente scritta dall'artista.
Lo stile scenico adottato da Emilie Autumn non è tuttavia quello del periodo rinascimentale che ha ispirato la sua produzione musicale e poetica, ma quello dell'Inghilterra vittoriana, con i suoi corsetti e decorazioni di vario tipo.
Per le sue esibizioni Live, che lei chiama dinner theatre (teatro della cena) a causa del momento tea-party tipico dei suoi spettacoli in cui lei e le Bloody Crumpets sono solite lanciare e sputare tè e pasticcini al pubblico, Emilie si rifà agli spettacoli di Burlesque, "una tipologia di spettacolo che utilizza soprattutto l'umorismo e la sensualità per beffarsi della società e della politica", per controbilanciare argomenti importanti quali l'abuso sessuale o l'autolesionismo. I suoi spettacoli comprendono inoltre costumi fatti a mano, teatralità, giochi col fuoco e una band di supporto tutta al femminile, le già citate Bloody Crumpets, tuttora formata da Veronica Varlow e Captain Maggot, precedentemente anche da The Blessed Contessa, Lady Aprella, Little Lucina, Lady Joo Hee, Captain Vecona, Little Miss Sugarless, Mistress Jacinda e la modella alternative Ulorin Vex. Ciò che Emilie desidera comunicare con i suoi spettacoli è una "dichiarazione anti-repressiva".
I fan di Emilie Autumn sono da lei stessa battezzati 'Plague Rats' (letteralmente "ratti della peste").

## Discografia

### Album in studio
- 2000 - On a Day...
- 2002 - Enchant
- 2006 - Opheliac
- 2007 - Laced/Unlaced
- 2012 - Fight Like a Girl
- 2018 - The Asylum for Wayward Victorian Girls: Behind the Musical

### Singoli
- 2001 - Chambermaid
- 2001 - By the Sword
- 2007 - Liar/Dead Is the New Alive
- 2008 - 4 o'Clock

### EP
- 2006 - Opheliac EP
- 2008 - Girls Just Wanna Have Fun/Bohemian Rhapsody EP

### Raccolte
- 2007 - A Bit O' This & That

## Pubblicazioni
- 2001 - Across The Sky & Other Poems
- 2005 - Your Sugar Sits Untouched
- 2008 - The Asylum For Wayward Victorian Girls

## Filmografia
- 2011 - 11-11-11 come comparsa
- 2012 - The Devil's Carnival come Painted Doll